# (9733) Valtikhonov
(9733) Valtikhonov es un asteroide perteneciente al cinturón de asteroides, descubierto el 19 de septiembre de 1985 por la astrónoma soviética Liudmila Chernyj y su esposo, también astrónomo, Nikolái Chernyj, desde el Observatorio Astrofísico de Crimea.

## Designación y nombre
Designado provisionalmente como 1985 SC3. Fue nombrado Valtikhonov en honor al científico ruso Valentín Fiódorovich Tíjonov.